# Subocka
Subocka je naselje u Republici Hrvatskoj u Požeško-slavonskoj županiji, u sastavu grada Lipika.

## Zemljopis
Subocka se nalaze jugozapadno od Lipika, susjedna naselja su Jagma i Dobrovac na sjeveru te Livađani na jugu.

## Stanovništvo
Prema popisu stanovništva iz 2011. godine Subocka je imala 12 stanovnika.
| broj stanovnika | 410   | 326   | 424   | 563   | 645   | 724   | 706   | 709   | 683   | 660   | 629   | 502   | 402   | 351   | 35    | 12    | 13    |
|                 | 1857. | 1869. | 1880. | 1890. | 1900. | 1910. | 1921. | 1931. | 1948. | 1953. | 1961. | 1971. | 1981. | 1991. | 2001. | 2011. | 2021. |